# Резерв (Луїзіана)
Резерв (англ. Reserve) — переписна місцевість (CDP) в США, в окрузі Сент-Джон-Баптист штату Луїзіана. Населення — 8541 особа (2020).

## Географія
Резерв розташований за координатами 30°4′23″ пн. ш. 90°33′18″ зх. д. / 30.07306° пн. ш. 90.55500° зх. д. (30.072962, -90.555022).  За даними Бюро перепису населення США в 2010 році переписна місцевість мала площу 40,68 км², з яких 37,71 км² — суходіл та 2,98 км² — водойми.

## Демографія
Згідно з переписом 2010 року, у переписній місцевості мешкало 9766 осіб у 3369 домогосподарствах у складі 2513 родин. Густота населення становила 240 осіб/км².  Було 3721 помешкання (91/км²).
Расовий склад населення:
| - 59,5 % — чорних або афроамериканців - 38,0 % — білих - 0,4 % — азіатів - 0,2 % — корінних американців |

До двох чи більше рас належало 1,1 %. Частка іспаномовних становила 2,9 % від усіх жителів.
За віковим діапазоном населення розподілялося таким чином: 27,4 % — особи молодші 18 років, 60,6 % — особи у віці 18—64 років, 12,0 % — особи у віці 65 років та старші. Медіана віку мешканця становила 34,5 року. На 100 осіб жіночої статі у переписній місцевості припадало 96,3 чоловіків;  на 100 жінок у віці від 18 років та старших — 93,8 чоловіків також старших 18 років.
Середній дохід на одне домашнє господарство  становив 54 456 доларів США (медіана — 49 137), а середній дохід на одну сім'ю — 56 931 долар (медіана — 50 685). Медіана доходів становила 42 003 долари для чоловіків та 26 935 доларів для жінок. За межею бідності перебувало 21,0 % осіб, у тому числі 33,7 % дітей у віці до 18 років та 11,7 % осіб у віці 65 років та старших.
Цивільне працевлаштоване населення становило 4022 особи. Основні галузі зайнятості: роздрібна торгівля — 16,7 %, освіта, охорона здоров'я та соціальна допомога — 15,2 %, будівництво — 13,7 %.